# Liste der Monuments historiques in Maulay
Die Liste der Monuments historiques in Maulay führt die Monuments historiques in der französischen Gemeinde Maulay auf.

## Liste der Bauwerke
| Bezeichnung            | Beschreibung                       | Standort | Kennzeichnung | Schutzstatus | Datum | Bild |
| ---------------------- | ---------------------------------- | -------- | ------------- | ------------ | ----- | ---- |
| Château du Haut Maulay | Schloss, erbaut im 19. Jahrhundert | (Lage)   | PA86000057    | Inscrit      | 2018  |      |